# Pastoralis officii
Pastoralis officii est le bref apostolique du 31 juillet 1548 par lequel le pape Paul III approuva et loua le texte des Exercices spirituels d'Ignace de Loyola. 

## Histoire
Les premiers jésuites donnent les Exercices spirituels à l’aide du petit livret composé par Saint Ignace, qui n'existait alors qu'à l’état de manuscrit. Cela engage de nombreuses personnes, laïcs et religieux, à un changement de vie et même, pour certains, à un engagement religieux et apostolique plus assuré.
En Espagne cependant, vers 1546, le livret est doctrinalement mis en cause par des théologiens dominicains. Craignant un examen par l’Inquisition espagnole, François Borgia - qui a personnellement fait l’expérience spirituelle des Exercices -, s’empresse d’écrire (en 1547) au pape Paul III, lui demandant de faire examiner le livret à Rome.

## Publication du bref
À Rome, Paul III soumet le livret à deux cardinaux de sa curie, Juan Alvarez de Toledo et Egidio Foscarari, qui rendent un verdict favorable. Le livre ne contient aucune erreur doctrinale. Le bref « d’approbation et de louange » des Exercices spirituels, intitulé Pastoralis officii, est publié le 31 juillet 1548. 
Le texte des Exercices spirituels est immédiatement publié dans sa version latine avec, en préface la lettre apostolique Pastoralis officii. Les frais de cette première impression de 500 exemplaires sont entièrement pris en charge par François Borgia.